# Aeroportul Mutiara
Aeroportul Mutiara (IATA: PLW, ICAO: WAML) este un aeroport din Palu, Central Sulawesi⁠(d), Indonezia ce deservește zona Palu. Aeroportul a fost tranzitat în 2018 de 1.366.673 de pasageri.
Situat la o altitudine de 86 m, aeroportul dispune de o singură pistă. Este operat de Ministry of Transportation⁠(d).